# AX Микроскопа
AX Микроскопа (лат. AX Microscopii) или  Лакайль 8760 — звезда, которая находится в созвездии Микроскоп на расстоянии около 12,9 световых лет от Земли. Имеет звёздную величину +6.67, то есть звезда невидима невооружённым глазом. Лакайль 8760 — красный карлик спектрального класса М. Температура поверхности звезды составляет около 3300 К. Светимость в 35 раз слабее солнечной, радиус — почти в 2 раза меньше радиуса Солнца.

## Ближайшее окружение звезды
Следующие звёздные системы находятся на расстоянии в пределах 10 световых лет от AX Микроскопа:
| Звезда         | Спектральный класс | Расстояние, св. лет |
| ε Индейца ABC  | K5 Ve / T1V / T6V  | 4,1                 |
| Глизе 832      | M1,5 V             | 4,2                 |
| Лакайль 9352   | M0,5-1,5 Ve        | 4,9                 |
| EZ Водолея ABC | M5-5,5 Ve / ? / ?  | 6,4                 |
| Росс 154       | M3,5 Ve            | 7,4                 |
| HIP 103039     | ?                  | 7,8                 |
| HJ 5173 AB     | K2-3 V / M3,5 V    | 7,8                 |
| Цинциннати     | M2-4 V             | 7,9                 |
| Глизе 876      | M3,5 V             | 8,2                 |
| CD-45 13677    | M0 V               | 8,3                 |
| L 347-14       | M4,5 V             | 8,4                 |